# I due nel sacco
I due nel sacco era un programma televisivo italiano di genere comico condotto da Franco e Ciccio coadiuvati dalla cantante Marisa Sannia, in onda nel 1966 sul Programma Nazionale. Fu la prima conduzione affidata al duo comico palermitano. Si trattava della riproposizione televisiva delle gag che gli attori presentavano con successo al cinema.